# Stârciu
Stârciu – wieś w Rumunii, w okręgu Sălaj, w gminie Horoatu Crasnei. W 2011 roku liczyła 962 mieszkańców.